# Štěpán Zavřel

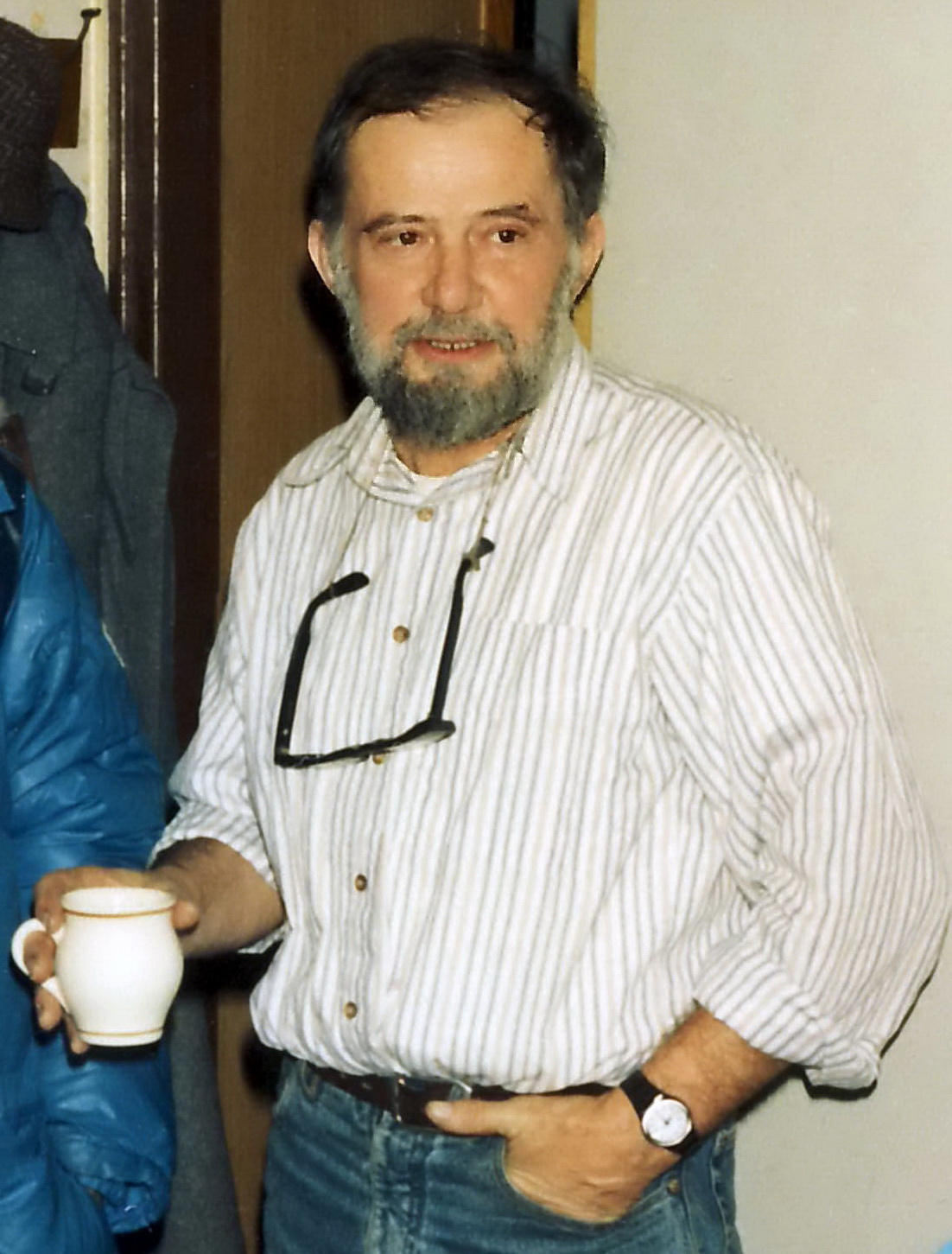

Štěpán Zavřel (ur. 26 grudnia 1932 w Pradze, zm. 25 lutego 1999 w Rugolo) – czeski ilustrator, malarz, filmowiec, twórca książek dla dzieci, pomysłodawca Międzynarodowej Wystawy Ilustracji Książki Dziecięcej i założyciel Międzynarodowej Szkoły Ilustracji w Sàrmede.

## Życiorys
Dzieciństwo i młodość spędził w Czechosłowacji. Po maturze podjął pracę w studiu filmowym specjalizującym się w filmach animowanych Bratři v triku, którym kierował wówczas Jiři Trnka. Jednocześnie rozpoczął naukę na Wydziale Kinematografii w Pradze. W 1959 roku Zavřel opuścił ojczyznę i trafił do obozu dla uchodźców w Trieście, a później do Rzymu, gdzie w tym samym roku rozpoczął studia na Akademii Sztuk Pięknych (Accademia di Belle Arti di Roma). Wkrótce przeniósł się do Niemiec, gdzie kontynuował studia w monachijskiej Kunstakademie na Wydziale Scenografii i Projektowania Kostiumów. Od 1965 do 1968 roku przebywał w Londynie, gdzie był reżyserem filmów animowanych w Richard Williams Studio.
W 1968 roku osiadł na stałe w Rugolo (Sàrmede) – wiosce położonej w regionie Wenecja Euganejska we Włoszech. Kupił opuszczony dom, który z czasem stał się centrum życia artystycznego dla wielu twórców z całego świata. W 1973 roku założył w Zurychu wraz z Otakarem Bozejovsky'm von Ravenoff wydawnictwo Bohem Press, w którym do śmierci pełnił funkcję dyrektora artystycznego.
W 1983 roku zainicjował powstanie Międzynarodowej Wystawy Ilustracji Książki Dziecięcej. W 1988 roku założył Międzynarodową Szkołę Ilustracji, która działa do dziś. Jej wykładowcami są znani twórcy literatury dziecięcej, wśród nich między innymi polscy ilustratorzy: Joanna Concejo i Józef Wilkoń.
Zavřel prezentował swoje prace w wielu muzeach i galeriach na całym świecie, między innymi w Norwegii, Szwajcarii, Afryce Południowej, Stanach Zjednoczonych, Ameryce Centralnej i Hiszpanii. W Polsce jego książki ukazują się staraniem Wydawnictwa Tatarak w ramach projektu „Ja, Europejczyk” (Kreatywna Europa). W 2022 za serię „Ja, Europejczyk” oficyna otrzymała Nagrodę Literacką im. Leopolda Staffa.

## Polskie przekłady
- S. Zavřel, M. Gagliardi, Dziadek Tomek (Nonno Tommaso), tłum. E. Nicewicz, Wydawnictwo Tatarak, Warszawa 2021, ISBN 978-83-66749-06-1[8].
- S. Zavřel, Sen o Wenecji (Un sogno a Venezia), tłum. M. Motkowicz, Wydawnictwo Tatarak, Warszawa 2021, ISBN 978-83-66749-09-2[9].
- S. Zavřel, Odnalezione słońce (Il sole ritrovato), tłum. N. Mętrak-Ruda, Wydawnictwo Tatarak, Warszawa 2021, ISBN 978-83-66749-74-0.
- S. Zavřel, Ostatnie drzewo (L'ultimo albero), tłum. M. Motkowicz, Wydawnictwo Tatarak, Warszawa 2022, ISBN 978-83-66749-21-4.
- S. Zavřel, M. Gagliardi, Zaczarowana Rybka (Il Pesce Magico), tłum. E. Nicewicz, Wydawnictwo Tatarak, Warszawa 2022, ISBN 978-83-66749-23-8.
- S. Zavřel, M. Gagliardi, Złodziej kolorów (Il ladro di colori), tłum. N. Mętrak-Ruda, WydawnictwoTatarak, Warszawa 2022, ISBN 978-83-66749-24-5.